# Пйотр Длугосельський
Пйотр Длугосельський (пол. Piotr Długosielski; нар. 4 квітня 1977) — польський легкоатлет, який спеціалізувався в бігу на короткі дистанції.
У грудні 2012 був призначений генеральним секретарем Польської асоціації легкої атлетики.

## Спортивні досягнення
Олімпійський фіналіст (6-е місце) з естафетного бігу 4×400 метрів (2000).
Чемпіон світу з естафетного бігу 4×400 метрів (1999). Бронзовий призер з естафетного бігу 4×400 метрів на чемпіонаті світу (2001).
Фіналіст з бігу на 400 метрів (8-е місце) та з естафетного бігу 4×400 метрів (6-е місце) на чемпіонаті світу серед юніорів (1996).
Срібний призер з естафетного бігу 4×400 метрів (виступав у попередньому забігу) на чемпіонаті Європи (1998).
Переможець з естафетного бігу 4×400 метрів на Кубку Європи (2001).
Чемпіон Європи серед молоді (1997) та срібний призер чемпіонату Європи серед молоді (1999) з естафетного бігу 4×400 метрів.
Чемпіон Польщі в приміщенні з бігу на 400 метрів (2004).